# Estádio Onésio Brasileiro Alvarenga
O Estádio Onésio Brasileiro Alvarenga, conhecido como OBA, é um estádio de futebol localizado em Goiânia, Estado de Goiás, pertence ao Vila Nova Futebol Clube, tem capacidade atual para 11.788 pessoas e está localizado no Setor Leste Universitário de Goiânia.
Foi nomeado em homenagem a Onésio Brasileiro Alvarenga, ex-jogador e dirigente do Vila Nova, responsável pela profissionalização do clube. Apesar de ser um pequeno estádio em capacidade de público, as dimensões do seu campo eram uma das maiores do país, contava com a mesma medida do gramado do estádio Serra Dourada, mas que atualmente estão padronizadas em 105 x 68 metros.

## História
Centro Esportivo Dr. Hélio Seixo de Brito
Na década de 1960, José Martinez, Pedro Xavier Teixeira e José Getirana conseguiram com o prefeito Hélio Seixo de Brito a concessão pela prefeitura do terreno para o Vila Nova. Foi então construído o Centro Esportivo Dr. Hélio Seixo de Brito que contava apenas com um campo e alambrado e servia como o centro de treinamento do time.
Estádio Onésio Brasileiro Alvarenga
Durante a presidência de Cleômenes Reis, no biênio 1976/77, foi criado o projeto de um clube poliesportivo com estádio para 10 mil pessoas, sede social, concentração para atletas, ginásio coberto, quadras descobertas, parque aquático, salão de jogos, sauna, vestiário, playground, restaurante e lojas comerciais do qual apenas o estádio foi implementado e inaugurado dia 26 de outubro de 1976, com capacidade para 8.000 espectadores.
Apenas em 1979, porém, as obras foram concluídas com a construção de vestiários, rouparia, enfermaria, refeitório e cabines de rádio.
A partida de inauguração foi um amistoso entre o Vila Nova e o Uberaba Sport Club vencido pelos anfitriões pelo placar de 1x0.
A primeira partida oficial foi o empate em 1x1 entre o Vila Nova e o Taguatinga Esporte Clube pelo Campeonato Brasileiro da Série B de 1989.
Com o transcorrer dos anos, novos laudos foram emitidos pelo Corpo de Bombeiros diminuindo a capacidade do estádio para 6.885 espectadores.
Reinauguração
Durante a presidência de Gutemberg "Guto" Veronez, no biênio 2016/17, foi iniciado o projeto de reformulação do estádio, aumentando a capacidade para 11.788 pessoas e a iluminação em 50%, substituindo a irrigação do gramado, trocando os alambrados por vidros blindex, reformando bares, vestiários, banheiros, cabines de rádio e bilheterias e setorizando o estádio.
A reinauguração foi um amistoso entre Vila Nova e Internacional que terminou empatado em 2x2 com público recorde de 15 mil pessoas.[carece de fontes?]
A reestreia do estádio em partidas oficiais foi a derrota de 3x4 para o Ceará Sporting Club pelo Campeonato Brasileiro da Série B de 2016 em 23 de julho de 2016.